# 水野忠篤 (美濃守)
水野 忠篤（みずの ただあつ、? - 天保14年9月27日（1843年10月20日））は、江戸幕府の旗本。

## 人物
家系は旗本水野家のうち、紀伊新宮藩主水野重央の子・水野定勝の系統にあたる。
文政4年（1821年）に将軍徳川家斉によって御側御用取次に取り立てられ、「西の丸派」の一員として権勢を振るい、林忠英・美濃部茂育とともに「天保の三佞人」と呼ばれた。
家斉の逝去後、天保12年（1841年）の水野忠邦の天保の改革では公金横領などの罪状で罷免され、家斉時代に加増された5000石も収公された。さらに翌天保13年（1842年）には信濃国諏訪藩に配流された。
天保14年（1843年）、配流先の諏訪高島城南の丸で死去し、近くの地蔵寺に葬られたが、嘉永3年（1850年）に赦免され江戸小川町の浄泉院に改葬された。